# 西國分寺站
西國分寺站（日语：／ Nishi-kokubunji eki */?）是位於日本東京都國分寺市西戀窪二丁目的東日本旅客鐵道（JR東日本）所屬鐵路車站。本站的中央線車站編號是JC 17、武藏野線編號JM 33。
此站有中央本線與武藏野線2條路線停靠，此站是中央本線的所屬線。包括此站的中央本線路段在運行系統上顯示為「中央線」。運行形態的詳細資料參見該條目。

## 車站構造

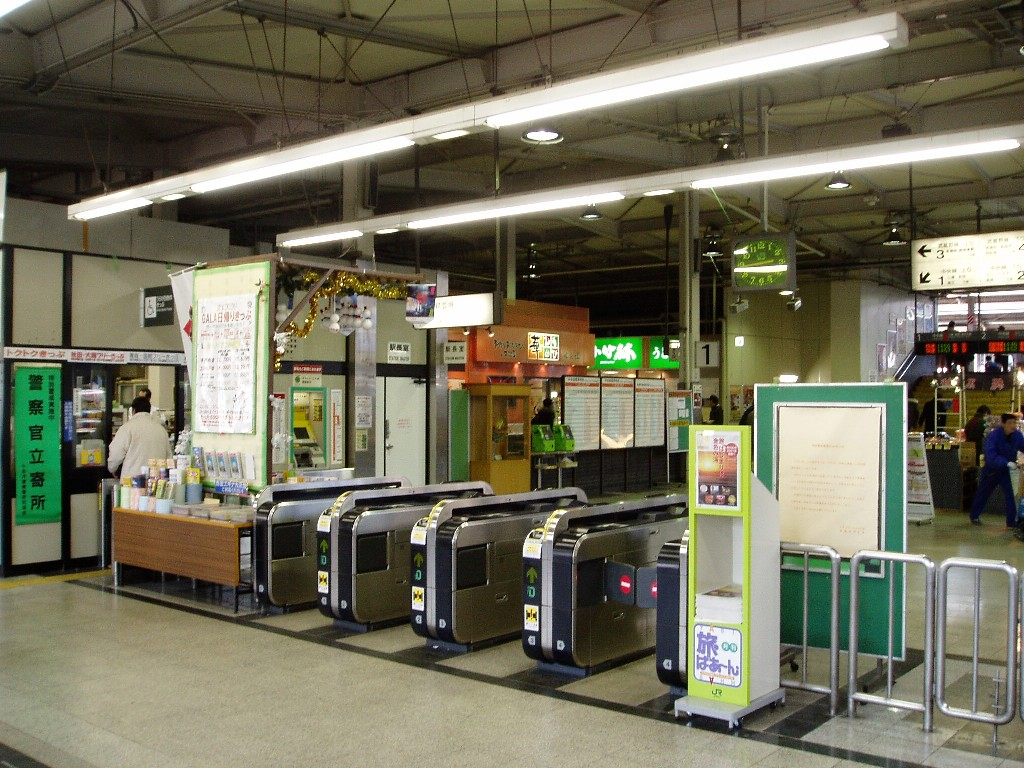
站內閘機（攝於2007年1月）

車站分為兩個部份，中央線的月台建在地面，而武藏野線的月台則是高架月台。而站舍則設於中央線軌道所在的坑道上，在武藏野線月台的西側。站內只設有一個剪票口，設有4台自動閘機。因為站內沒有升降機，使用輪椅的乘客需要使用站內設置，適合輪椅使用的扶手電梯，或由站員的協助下抵達地面。
中央線的月台採用對向式月台2面2線設計。部分位置建築在坑道上，這些位置的上方則有跨站式站房的設計。車站在設計階段時已考慮到將來四線化的可能性，坑道的寬度能容納4線軌道，而月台方面也能透過改建工程成為島式月台2面4線的車站。現時（2008年）四線化用地暫時為站內的店舖（後述）。此外，上行線近國立站一邊的坑道斜面上刻有「JR東日本」的文字。
武藏野線的月台與中央線垂直交匯。月台採用對向式月台2面2線設計，上下行線軌道之間設有一條待避線。由於月台一側和站舍相連，因此兩個月台中只有4號月台能直接以樓梯和站舍連接，3號月台則需透過在軌道下方設置的通道，經中央線月台連接站舍。

### 月台配置

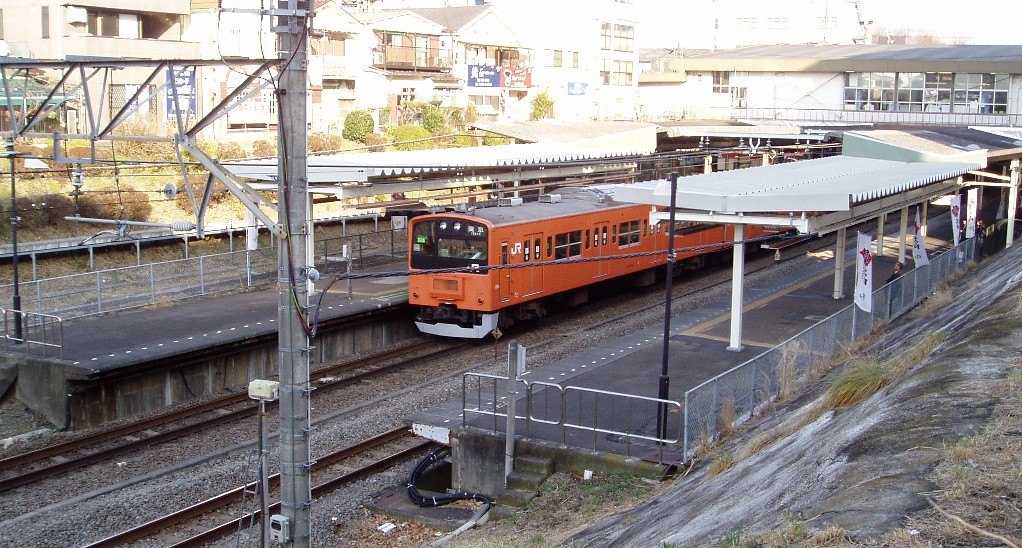
1、2號月台（攝於2007年1月）

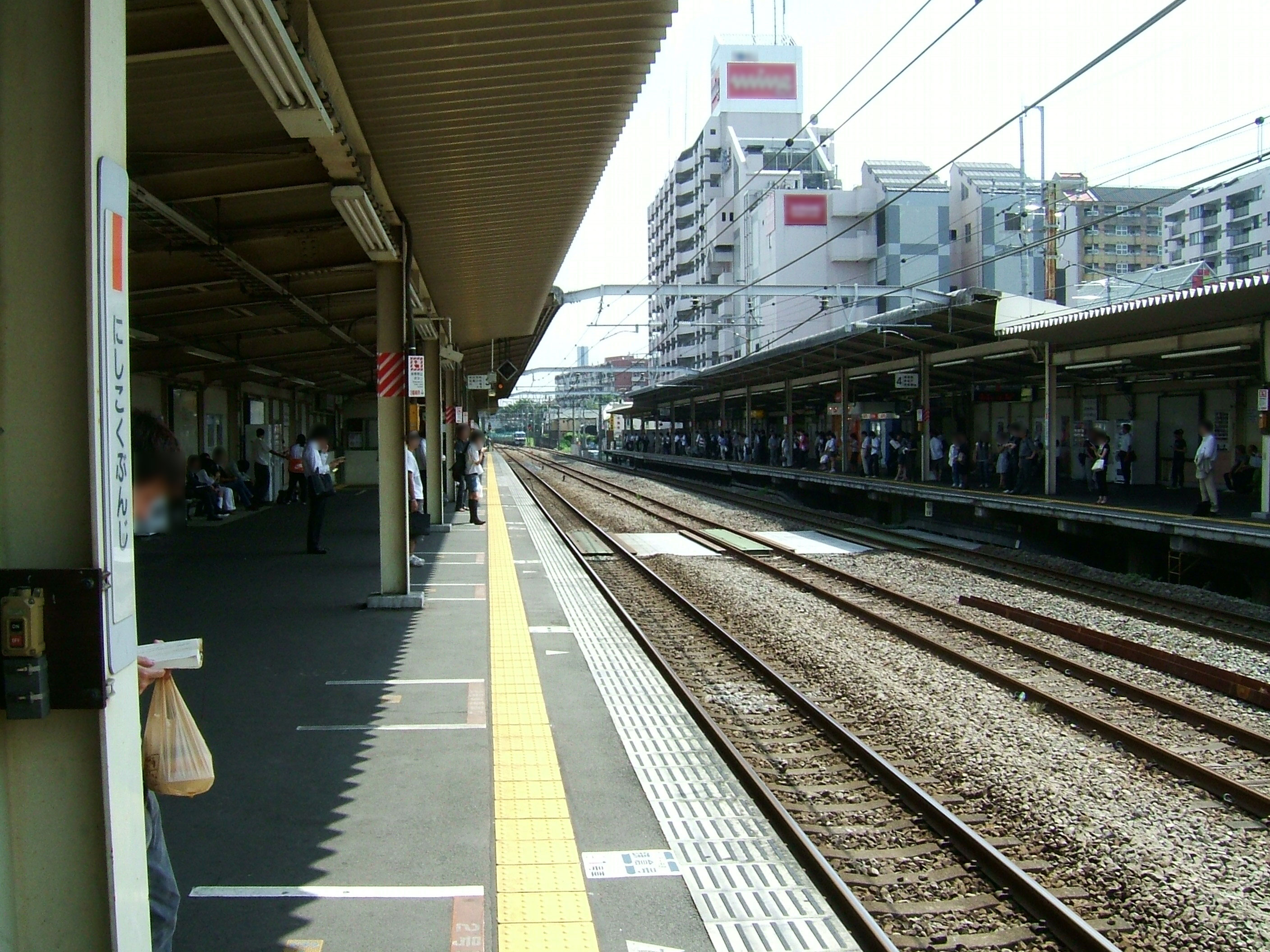
3、4號月台（攝於2008年7月31日）

| 月台     | 路線     | 方向 | 目的地                     |
| -------- | -------- | ---- | -------------------------- |
| 地面月台 |          |      |                            |
| 1        | 中央線   | 上行 | 三鷹、新宿、東京方向       |
| 2        | 中央線   | 下行 | 立川、八王子、高尾方向     |
| 高架月台 |          |      |                            |
| 3        | 武藏野線 | 上行 | 府中本町方向               |
| 4        | 武藏野線 | 下行 | 南浦和、新松戶、西船橋方向 |

（來源：JR東日本:車站構內圖 （页面存档备份，存于））
- 中央線在清晨和深夜的各站停車班次均會停靠此站。

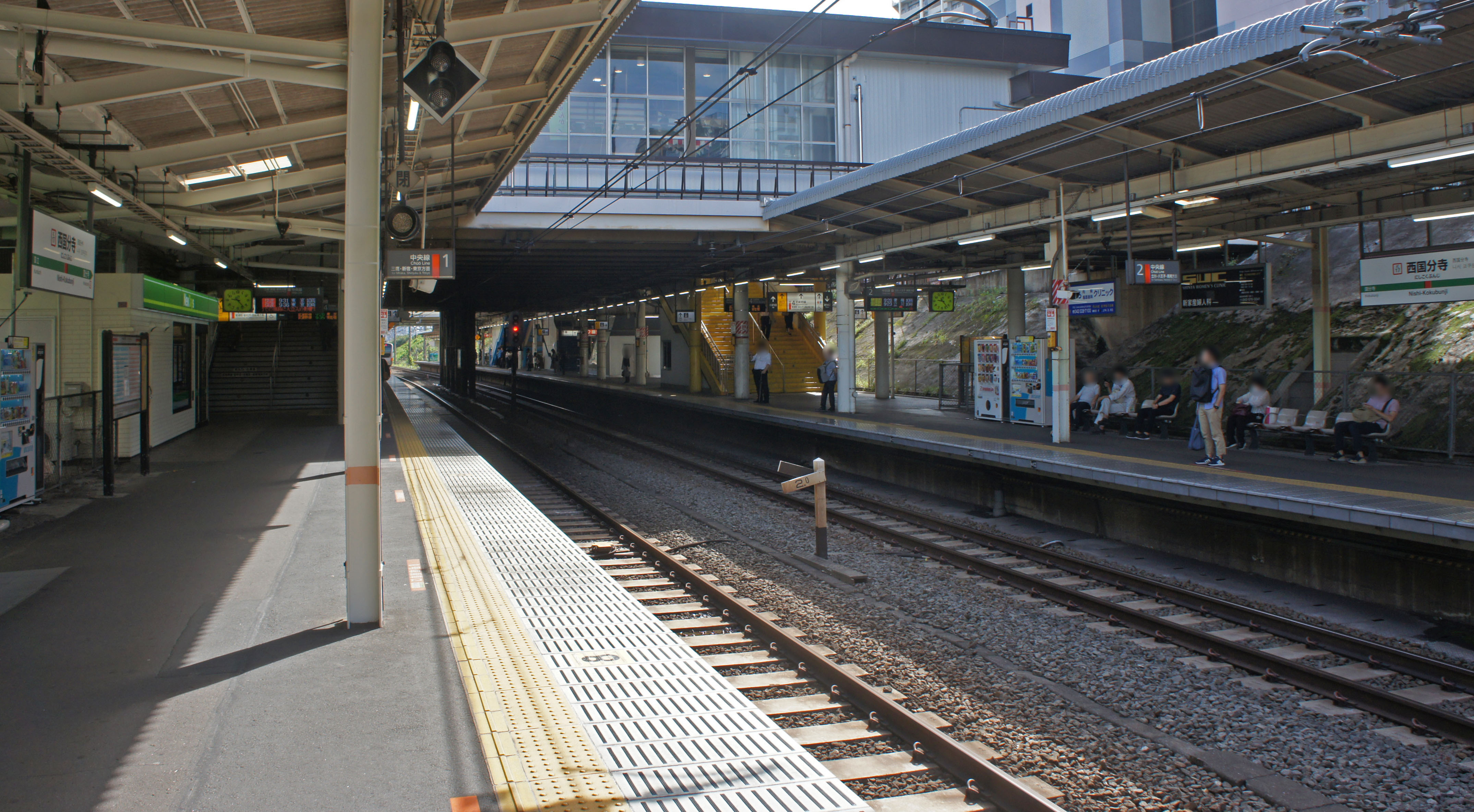
1、2號月台（中央線）（2019年9月）
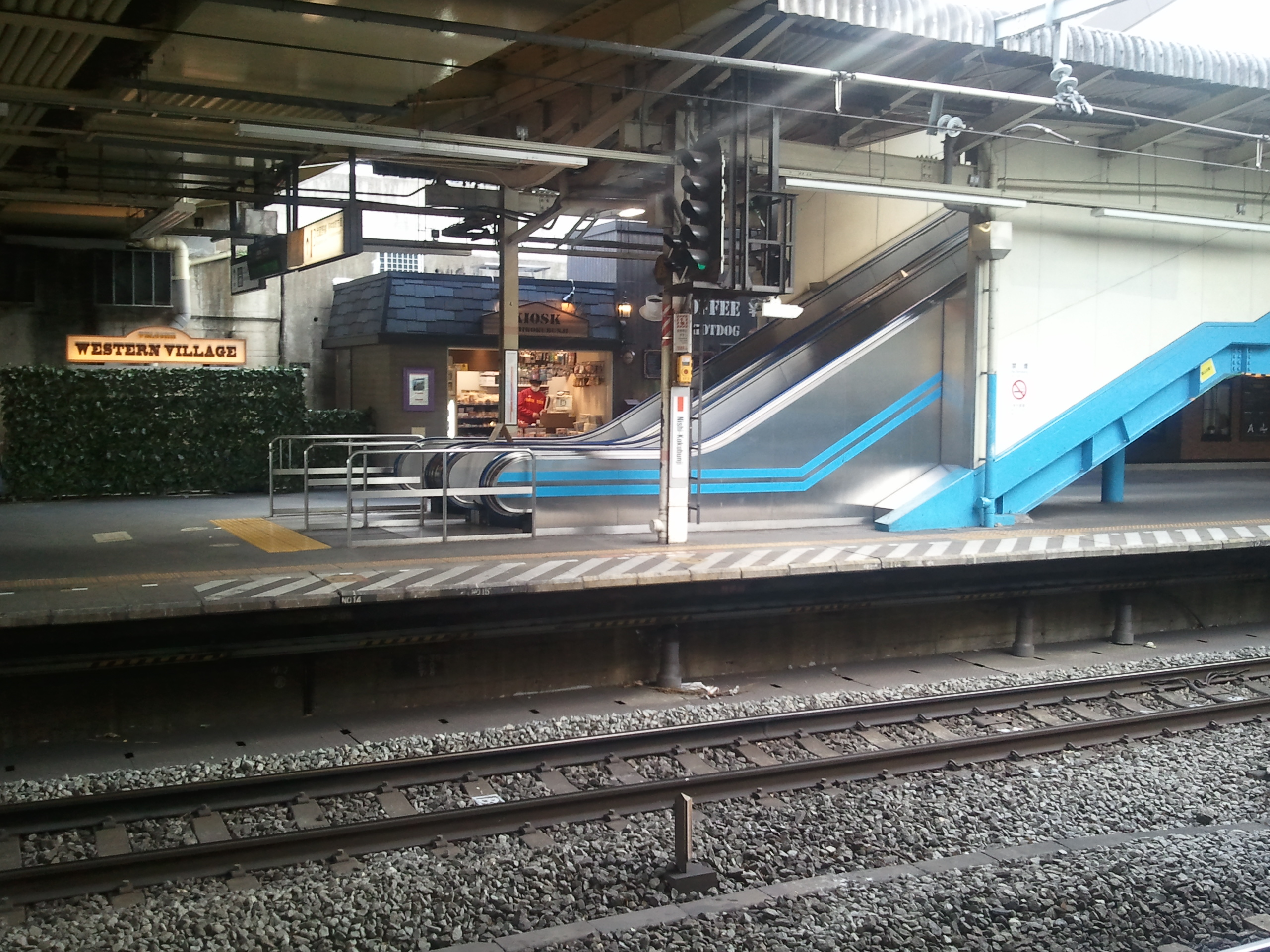
中央線上行月台眺望下行月台的西村（2012年2月）
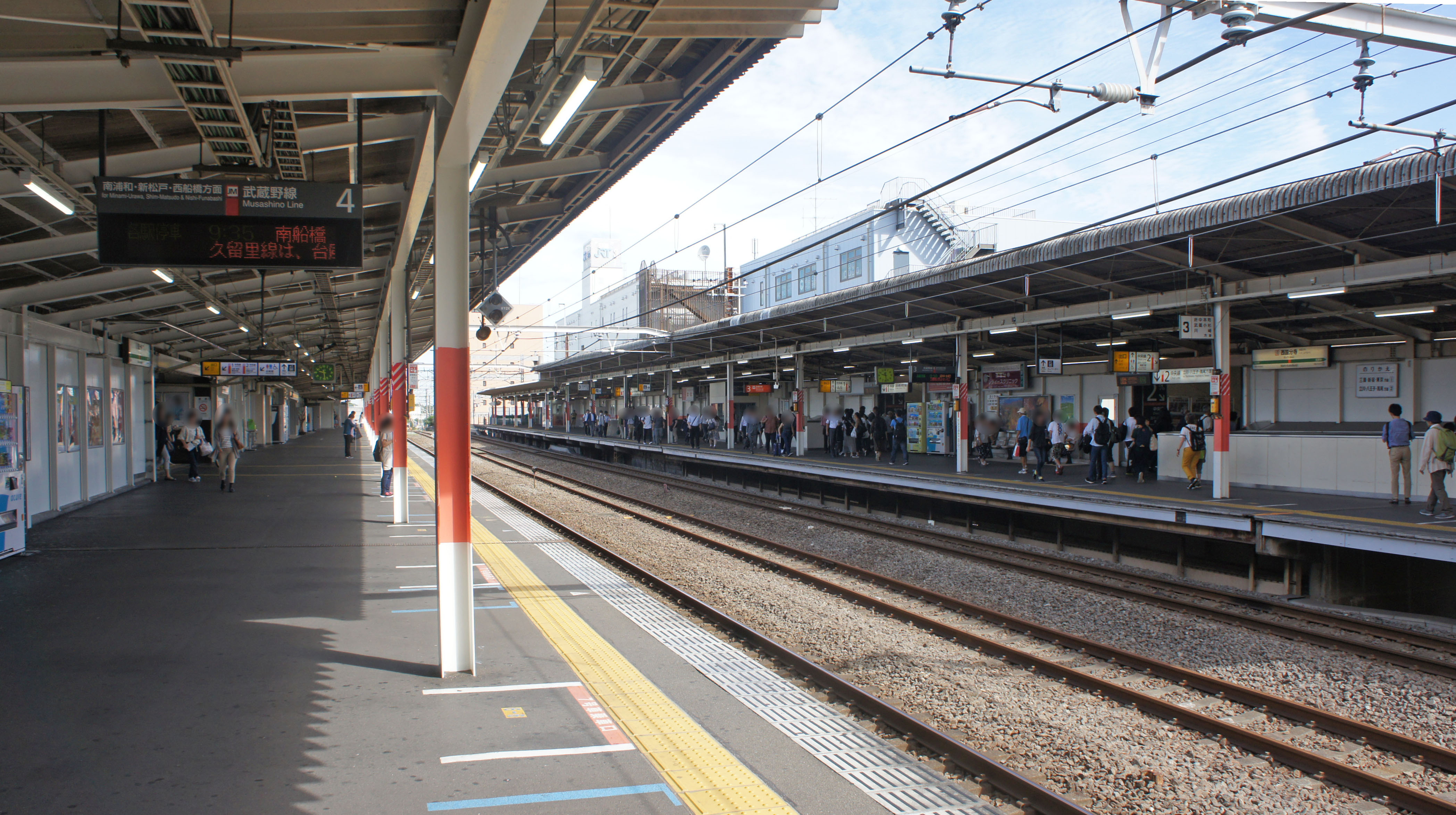
3、4號月台（武藏野線）（2019年9月）

## 使用情況
2019年（令和元年）度1日平均上車人次為29,577人。此站設置並不是因為車站位於既成的市區，而是方便武藏野線與中央線的轉乘而開設。雖然中央線與武藏野線的轉乘客很多，但中央線只限快速(上行往東京方向)與各站停車(下行往高尾方向)停靠。武藏野線內25個車站當中排行第10位。
近年的推移如下表。
| 年度               | 1日平均 上車人次 | 來源     |
| ------------------ | ---------------- | -------- |
| 1990年（平成02年） | 15,816           | [ * 1 ]  |
| 1991年（平成03年） | 16,661           | [ * 2 ]  |
| 1992年（平成04年） | 17,715           | [ * 3 ]  |
| 1993年（平成05年） | 18,348           | [ * 4 ]  |
| 1994年（平成06年） | 19,025           | [ * 5 ]  |
| 1995年（平成07年） | 19,071           | [ * 6 ]  |
| 1996年（平成08年） | 19,222           | [ * 7 ]  |
| 1997年（平成09年） | 18,973           | [ * 8 ]  |
| 1998年（平成10年） | 18,745           | [ * 9 ]  |
| 1999年（平成11年） | 18,954           | [ * 10 ] |
| 2000年（平成12年） | 19,674           | [ * 11 ] |
| 2001年（平成13年） | 20,764           | [ * 12 ] |
| 2002年（平成14年） | 21,917           | [ * 13 ] |
| 2003年（平成15年） | 22,471           | [ * 14 ] |
| 2004年（平成16年） | 23,185           | [ * 15 ] |
| 2005年（平成17年） | 23,908           | [ * 16 ] |
| 2006年（平成18年） | 24,334           | [ * 17 ] |
| 2007年（平成19年） | 25,569           | [ * 18 ] |
| 2008年（平成20年） | 26,375           | [ * 19 ] |
| 2009年（平成21年） | 26,474           | [ * 20 ] |
| 2010年（平成22年） | 26,969           | [ * 21 ] |
| 2011年（平成23年） | 26,804           | [ * 22 ] |
| 2012年（平成24年） | 27,485           | [ * 23 ] |
| 2013年（平成25年） | 28,394           | [ * 24 ] |
| 2014年（平成26年） | 28,396           | [ * 25 ] |
| 2015年（平成27年） | 29,123           | [ * 26 ] |
| 2016年（平成28年） | 29,300           | [ * 27 ] |
| 2017年（平成29年） | 29,658           | [ * 28 ] |
| 2018年（平成30年） | 29,928           | [ * 29 ] |
| 2019年（令和元年） | 29,577           |          |

## 站內設施
- 車站付費區內
  - BECK'S COFFEE SHOP
  - 小竹林（蕎麥麵、烏冬快餐店）
  - （飯糰）
  - NEWDAYS - 2008年2月從一般的KIOSK便利店更改為現狀。
  - 各地產品售賣攤位（非常設）
- 1號月台
  - J's Store（便利店形式的店鋪）
- 2號月台
  - 直久（拉麵店）
  - QB House（10分鐘理髮店）
  - 證件用相片快照機
- 4號月台
  - Juice Bar（2009年2月28日歇業）
- 大堂自由通道
  - View Altte自動櫃員機
  - 山梨中央銀行自動櫃員機
  - 付費儲物櫃

## 历史
西國分寺站是中央線（快速）路段（東京－高尾）中最新的車站。初期中央線並沒有西國分寺站，直到武藏野線開通時才建設此站，以方便乘客換乘。
- 1973年（昭和48年）4月1日 - 和武藏野線一起開業，為一個客運車站。
- 1987年（昭和62年）4月1日 - 國鐵分割民營化，西國分寺站由東日本旅客鐵道接手經營。
- 2001年（平成13年）11月18日 - 智能卡系統Suica開始使用。

## 其他
1990年起，武藏野線開始和京葉線直通運行，令此站出現中央線和武藏野線以兩條不同的路線前往東京站的情況。但兩條路線的行車時間有很大的分別，中央線快速列車需時約35－50分鐘，而武藏野線列車則需時約1小時35－50分鐘。因此站內均貼出使用中央線快速列車前往東京站的提示。

## 相鄰車站
東日本旅客鐵道
 中央線
■通勤特快、■中央特快、■青梅特快、■通勤快速
通過
■快速（下行視作「各站停車」）
國分寺（JC 16）－西國分寺（JC 17）－國立（JC 18）
 武藏野線
新小平（JM 32）－西國分寺（JM 33）－北府中（JM 34）

### 使用情況
1. ↑  東京都統計年鑑 （页面存档备份，存于） - 東京都
2. ↑  国分寺市統計 （页面存档备份，存于） - 国分寺市

JR東日本2000年度以後的上車人次
1. ↑  .   [2017-12-08]. （原始内容存档于2007-10-28）.
2. ↑  .   [2017-12-08]. （原始内容存档于2019-03-22）.
3. ↑  .   [2017-12-08]. （原始内容存档于2019-03-22）.
4. ↑  .   [2017-12-08]. （原始内容存档于2019-03-22）.
5. ↑  .   [2017-12-08]. （原始内容存档于2019-03-22）.
6. ↑  .   [2017-12-08]. （原始内容存档于2006-06-16）.
7. ↑  .   [2017-12-08]. （原始内容存档于2019-03-22）.
8. ↑  .   [2017-12-08]. （原始内容存档于2019-03-22）.
9. ↑  .   [2017-12-08]. （原始内容存档于2014-10-06）.
10. ↑  .   [2017-12-08]. （原始内容存档于2019-03-22）.
11. ↑  .   [2011-07-07]. （原始内容存档于2011-07-10）.
12. ↑  .   [2012-07-08]. （原始内容存档于2018-07-07）.
13. ↑  .   [2013-07-07]. （原始内容存档于2019-03-24）.
14. ↑  .   [2014-09-20]. （原始内容存档于2019-03-24）.
15. ↑  .   [2017-12-08]. （原始内容存档于2019-03-24）.
16. ↑  .   [2017-12-08]. （原始内容存档于2019-03-23）.
17. ↑  各駅の乗車人員（2016年度） （页面存档备份，存于） - JR東日本
18. ↑  各駅の乗車人員（2017年度） （页面存档备份，存于） - JR東日本
19. ↑  各駅の乗車人員（2018年度） （页面存档备份，存于） - JR東日本
20. ↑  各駅の乗車人員（2019年度） （页面存档备份，存于） - JR東日本

東京都統計年鑑
1. ↑  .   [2020-07-27]. （原始内容存档于2016-03-05）.
2. ↑  .   [2020-07-27]. （原始内容存档于2016-03-05）.
3. ↑  .   [2017-12-08]. （原始内容存档于2013-08-15）.
4. ↑  .   [2017-12-08]. （原始内容存档于2013-02-03）.
5. ↑  .   [2017-12-08]. （原始内容存档于2013-02-03）.
6. ↑  .   [2017-12-08]. （原始内容存档于2013-02-03）.
7. ↑  .   [2017-12-08]. （原始内容存档于2013-02-03）.
8. ↑  .   [2017-12-08]. （原始内容存档于2016-03-04）.
9. ↑  東京都統計年鑑（平成10年）PDF
10. ↑  東京都統計年鑑（平成11年）PDF
11. ↑  .   [2017-12-08]. （原始内容存档于2016-03-04）.
12. ↑  .   [2017-12-08]. （原始内容存档于2016-03-04）.
13. ↑  東京都統計年鑑（平成14年）[永久]
14. ↑  東京都統計年鑑（平成15年）[永久]
15. ↑  東京都統計年鑑（平成16年）[永久]
16. ↑  東京都統計年鑑（平成17年）[永久]
17. ↑  東京都統計年鑑（平成18年）[永久]
18. ↑  東京都統計年鑑（平成19年）[永久]
19. ↑  東京都統計年鑑（平成20年）[永久]
20. ↑  .   [2017-12-08]. （原始内容存档于2016-03-26）.
21. ↑  .   [2017-12-08]. （原始内容存档于2016-03-27）.
22. ↑  .   [2017-12-08]. （原始内容存档于2016-03-25）.
23. ↑  .   [2017-12-08]. （原始内容存档于2016-03-27）.
24. ↑  .   [2017-12-08]. （原始内容存档于2016-03-22）.
25. ↑  .   [2017-12-08]. （原始内容存档于2017-07-30）.
26. ↑  .   [2017-12-08]. （原始内容存档于2018-11-09）.
27. ↑  .   [2020-07-27]. （原始内容存档于2019-05-02）.
28. ↑  .   [2020-07-27]. （原始内容存档于2019-12-03）.
29. ↑  .   [2020-07-27]. （原始内容存档于2020-08-04）.

## 延伸閱讀
- 三好好三; 垣本泰宏. . JTBパブリッシング. 2010-02-01.

## 外部連結
- 車站資訊（西國分寺）：東日本旅客鐵道

35°41′59″N 139°27′57″E / 35.69972°N 139.46583°E